# ユニオン・バンク
MUFGユニオン・バンク（英語: MUFG Union Bank, N.A）は、U.S.バンコープの完全子会社である商業銀行（国法銀行）で、総資産は1,000億ドル。かつては、三菱UFJ銀行100%子会社である米国金融持株会社米州MUFGホールディングスコーポレーション（MUFG Americas Holdings Corporation、元ニューヨーク証券取引所上場）の傘下であった。2008年12月17日まではユニオン・バンク・オブ・カリフォルニア（英語: Union Bank of California, N.A.）という名称であった。ロゴはUBOC時代のものを引き続き使用していたが、2009年7月に変更された。2014年7月1日よりも前の行名は「ユニオンバンク」（Union Bank, N.A.）。

## 概要
本店はカリフォルニア州サンフランシスコに置き、カリフォルニア州やオレゴン州、ワシントン州、ニューヨーク州で計414の支店を有する。2009年6月30日のFDICによるレポートでは、預金高で全米21位、カリフォルニア州では5番目に大きく、アメリカ西海岸地域では大手であり、日系金融グループの在米銀行としては最大規模である。
東京支店は、2006年に閉鎖した。

## 略歴
1864年に前身の商業銀行Bank of Californiaがカリフォルニア州に設立された。1984年に三菱銀行が買収し、1988年に三菱銀行の現地法人であった加州三菱銀行と合併し、バンク・オブ・カリフォルニアとした。
一方、1975年に加州東京銀行がカリフォルニア・ファースト・バンクに名称を変えて年月が過ぎた1988年に、地域銀行のユニオンバンクを買収し、名称をユニオンバンクとした。この2行が東京三菱銀行発足と同じ1996年4月1日（米国現地時間）に合併しユニオン・バンク・オブ・カリフォルニア（ユニオンバンカル/英語: Union Bank of California）で発足した。
なお、MUFGの旧UFJ銀行系の在米銀行として、1972年に三和銀行が買収した「ユナイテッド・カリフォルニア銀行」が有った。2001年には加州東海銀行と合併しユニオンバンカルに次ぐ規模となったが、間もなく2002年のUFJ銀行発足前後の時点で株式をBNPパリバに24億米ドルで売却し、現在はバンク・オブ・ザ・ウェストの一部となっている。

2008年8月12日、MUFGがTOBを実施して完全子会社化する旨を明らかにした。
2009年4月に、業務エリアをカリフォルニア州以外の地域へさらに拡張するなどの理由により、ユニオンバンク N.A.に改称した。コーポレートロゴなどのブランディングも変更される予定だが、当面はUBOCのものが使われていた。
2010年4月17日、連邦預金保険公社（FDIC）による破綻認定を受けた、カリフォルニア州の地方銀行であるタマルパイス銀行を買収することを発表。買収額は公表しないが、タマルパイス銀行の預金量は370億円で、総資産は6億ドル。
2010年5月1日、破綻したワシントン州のフロンティア銀行をFDICから買収した。買収額は非公表だが、総資産は32億ドル。
2012年3月12日、サンタバーバラに本拠を置くパシフィック・キャピタル・バンコープを買収すると発表。買収額は約15億ドルで、パシフィック・キャピタルは47店舗を展開し、資産総額は約59億ドル。ユニオンバンカル・コーポレーションにとっては、過去最大の買収案件である。
2014年7月1日、三菱東京UFJ銀行の在米子会社である米国金融持株会社の米国人員全員を統合した。併せて行名をMUFG Union Bank, N.A.へ変更した。この統合により三菱東京UFJ銀行グループの米国事業も統合された。
2021年9月21日、アメリカの地方銀行大手であるU.S.バンコープに、個人向け事業を売却すると発表した。2022年12月1日、全株式の売却が完了した。

## カリフォルニア・アカウント・プログラム
日本に居住しながら、三菱UFJ銀行を介して米国の金融機関であるユニオンバンクの口座を開設できるサービス。資産分散や資産運用や、米国留学・出張等で米国の銀行口座を必要とする顧客を対象としている。もとは東京三菱銀行のサービスで、三菱UFJ銀行（旧UFJ店も可）の口座を保有し、満20歳以上で日本に居住していることが必要。
口座作成の際は、checking account（決済口座）とsavings account（貯蓄口座）のいずれか（または両方）を選択できる。なお、発行されるATMカード利用して、Maestroのネットワークによるデビット機能の利用が可能（savings accountの場合は回数制限あり）。また、要求によりショッピング機能がついているMasterCardデビットカードに変更することもできる。
日本人向けに、日本語による電話でのカスタマーサービスがある。
USバンコープへの売却に伴い、2022年11月22日をもってサービスを終了した。